# Sobarocephala latifacies
Sobarocephala latifacies är en tvåvingeart som beskrevs av Curtis W. Sabrosky och Steyskal 1974. Sobarocephala latifacies ingår i släktet Sobarocephala och familjen träflugor. Inga underarter finns listade i Catalogue of Life.